# Karpogori
Karpogori (oroszul: Карпогоры) falu Oroszország Arhangelszki területén, a Pinyegai járás székhelye.
Lakossága: 4443 fő (a 2010. évi népszámláláskor).

## Elhelyezkedése
Az Arhangelszki terület keleti részén, Arhangelszktől 212 km-re, a Pinyega (az Északi-Dvina mellékfolyója) jobb partján helyezkedik el. 

## Története
Írott források a 14. században említik először. A Karpogori járást 1929-ben alapították a mainál sokkal kisebb területen, Karpogori székhellyel; mellette külön Pinyegai járást is alapítottak. 1959-ben a kettőt Pinyegai járás néven egyesítették, és Karpogori az Arhangelszki terület legnagyobb járásának székhelye lett. A kb. harmad Magyarországnyi terület (32 120 km²) lakóinak száma kevesebb mint 25 000 fő.

## Közlekedés
Arhangelszkkel országút és vasútvonal köti össze. A vasút az 1970-es években épült, a pályán 1977-ben indult meg a forgalom. A vasútállomás, egyben az Arhangelszkből közlekedő vonat végállomása a falutól 5 km-re van. Tervek szerint a vasútvonalat meghosszabbítják a komiföldi Vengyingáig (215 km). Karpogorinál az 1980-as években elkezdődött a Mezenybe vezető vasútvonal építése is, de azt 1993-ban félbehagyták.
Az úthálózat fejletlen. Az Arhangelszkbe vezető út tavasszal és nagyobb esőzések után csak nehezen járható. Az országút két helyen keresztezi a Pinyega folyót, mindkét helyen pontonhídon zajlik a forgalom, illetve komp közlekedik. Pinyegába csak a télen kialakított ideiglenes jeges úton, „zimnyik”-en lehet eljutni.